# Shostakovich v. Twentieth Century-Fox Film Corp.

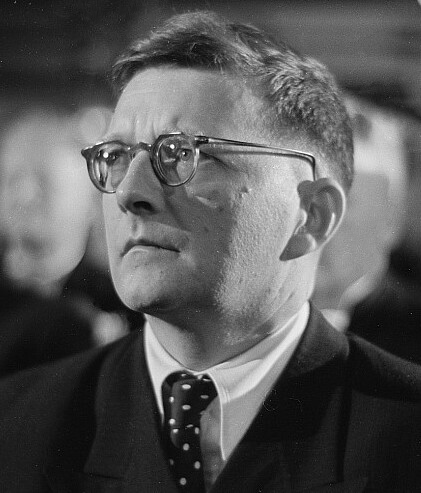
Le compositeur soviétique Dmitri Chostakovitch, un des plaignants de Shostakovich v. Twentieth Century-Fox Corp..

Shostakovich v. Twentieth Century-Fox Film Corp. est une décision de la Cour suprême de New York en 1948 qui est la première affaire dans la loi américaine sur le droit d'auteur à reconnaître les droits moraux en matière de paternité,. L'affaire est intentée à la suite de la première aux États-Unis du film Le Rideau de fer (1948), un film d'espionnage et le premier film hollywoodien antisoviétique de la guerre froide. Le film présente la musique de plusieurs compositeurs soviétiques : Dmitri Chostakovitch (orthographié « Shostakovich » en anglais), Aram Khatchatourian, Sergueï Prokofiev et Nikolaï Miaskovski.
Les compositeurs — en tant que plaignants mais représentant le gouvernement soviétique, selon certains commentateurs juridiques — poursuivent le distributeur du film, la Twentieth Century-Fox Film Corporation (futurs 20th Century Studios), devant la Cour suprême de New York, le tribunal de première instance de l'État. Admettant que leurs compositions sont dans le domaine public en vertu de la loi américaine sur le droit d'auteur, les compositeurs demandent une injonction interdisant toute distribution ultérieure du film. Les compositeurs s'appuient sur plusieurs théories juridiques, notamment selon lesquelles ils disposent de droits moraux en matière de paternité empêchant l'utilisation abusive de leurs œuvres d'une manière qui contredit leurs croyances. Le tribunal rejette les arguments des compositeurs, estimant que la norme permettant de statuer sur les droits moraux n'est pas une loi établie et que, de toute façon, les droits moraux sont en conflit avec le droit du public d'utiliser les œuvres du domaine public. Le gouvernement soviétique continue à défendre la cause des droits moraux des compositeurs devant les tribunaux français, qui statuent eux en leur faveur dans une décision de la Cour d'appel de Paris le 13 janvier 1953.
Les commentateurs juridiques décrivent cette affaire comme une décision historique et notent qu'elle est représentative des réactions des tribunaux américains à l'égard des droits moraux. La décision est critiquée comme une mauvaise compréhension des droits moraux et louée pour avoir défendu le droit du public d'utiliser les œuvres du domaine public plutôt que le droit des auteurs de censurer les utilisations avec lesquelles ils ne sont pas d'accord.